# Megalia
Megalia（韓語：메갈리아）是一个女权主义在线社区，总部位于韩国。其主要活動是把網路上常見的仇女言論的性別對調後重新發表，因而被許多人誤會是仇男社群。
在2016年底的調查，韓國年輕女性有近半自稱是女性主義者，其中1/4表示會成為女性主義者是由於Megalia。但Megalia造成的爭議也造成許多韓國男性對女性主義的反感。即使在女性主義者之間，也有不少人稱自己是「女性主義者，但不是Megalia支持者」。
在2015年底由於禁止恐同言論的爭議而造成成員出走分裂，其臉書社群在2016下半年停止運作，網站在2017年關閉。

## 概況
2015年春季，韩国网络论坛DC Inside设立了“ MERS Gallery”分区，作为共享中東呼吸綜合症（MERS）爆发信息的论坛。
当有谣言流传两名可能感染MERS的韩国女性拒绝接受检疫，前往香港购物，这在论坛上引起了抨击。这些被认为违反健康守则的女性被论坛网友称为“泡菜女”（; gimchi-nyeo）。这个词是对只想着购物的女性的刻板印象。
随着这种情况的持续，越来越多的女权主义者开始使用相對應的性別對調词汇作為反制，创造了“泡菜男”（; gimchi-nam）这个与之相对应的词汇，来凸顯問題。DC Inside通过制定语言政策进行干预，禁止使用“泡菜男”。女权主义者认为该政策具有歧视性，这些政策导致女权主义者无法发布自己的言论，于是转移到DC Inside的其他论坛，并最终推出了自己的网站“ Megalia”。 名字“Megalia”是个混成詞，来源于“MERS Gallery” 和挪威作家格德·布蘭騰伯格创作的女权小说《伊加利亞的女兒們》。

## 活动与文化
在Megalia中，有几个版块，包括“best”版，“new posts”版，“ Menyeom（意味着适合Megalia）版”，“news（新闻）”版，“data（数据）”版，“lecture（演讲）”版，“capture”版，“humor（幽默）”版和“free（免费）”版。
Megalia成立之初就声称这是一个女权主义网站，其目标是“促进妇女权利并消除在韩国社会普遍存在的厌女症”。
Megalia便利贴项目：在公共厕所，电梯等的墙壁上贴满了捍卫妇女权利的便利贴。参与者通过在短语末尾写“acting megalian”来表达自己的身份。
Megalia阻止色情分享网站SoraNet（소라넷）允许上传侵犯隐私的偷拍影片内容的做法，并着手申请关闭该网站，该网站因各类非法色情内容而臭名昭著。最终，SoraNet被关闭。
Megalia还为朝鲜大学医学院的袭击案受害者提供帮助。
Megalia的活动之一是操纵舆论。Megalia用户会共享新闻文章的URL，并根据由其管理团队建议的指导原则进行评论。
Megalia的绝大多数用户是“20至30岁的女性”，一项研究发现，“他们出生于8至90年代，父权制相对较少。”

## 争议
在普遍反對女性主義的韓國，Megalia被认为是一个极端的女权主义社区，像是男性主导的论坛，如歧视厌恶女性的最佳網文日報儲藏所（Ilbe）的反转镜像。批评者認為Megalia的镜像策略（韓語：미러링）是错误的。支持者則認為她们的鏡像突顯下一种威胁和削弱女性的男性中心语言。包括一些女权主义者在内的许多人说Megalia的策略使该组织更容易受到不当指控，也加剧了性别战争。
2015年10月17日，一位职业是幼儿园老师的Megalia用户发布了有关恋童癖的有争议帖子，声称希望与小男孩发生关系，引起了轩然大波，尤其是在她的身份被公开后。发帖人解释说，她只是想让人们意识到这样一个事实：男性主导的论坛，如Ilbe，经常讨论未成年女孩的色情内容，“如此多的男人的帖子从未引起争议。”“巨大的争议之所以出现，是因为女性写了一篇文章。”
Megalia还揭露了很多和女性结婚的男同性恋。
有Megalia的用户张贴了被切阴茎的血腥图像，并嘲弄了在朝鲜战争中丧生的战争英雄。
自2015年12月以来，该网站的管理员和财务支持者一直因缺乏透明度而受到批评，但尚未发布官方声明。

## 衍生网站
- Womad（英语：WOMAD (website)）是2016年1月22日从Megalia衍生而来的网站。它是Megalia颁布禁止对男同性恋者使用某些露骨诽谤的言论时成立的分裂组织。[30][31]
- Megalia 4 （页面存档备份，存于） 是2016年从Megalia衍生而来的Facebook页面。
- Ladism（韓語：레디즘）是2016年从Megalia衍生而来的网站[30]